# Lijst van coaches van het Faeröers voetbalelftal (mannen)
Dit is een lijst van bondscoaches van het Faeröers voetbalelftal mannen.

## Bondscoaches
| Naam                | Land van herkomst | Begin periode    | Einde periode     | Prijzen | Opmerkingen/Wijze van vertrek                   |
| ------------------- | ----------------- | ---------------- | ----------------- | ------- | ----------------------------------------------- |
| Páll Gudlaugsson    | IJsland           | 1 juli 1988      | 31 augustus 1993  |         |                                                 |
| Allan Simonsen      | Denemarken        | 31 januari 1994  | 30 september 2001 |         |                                                 |
| Henrik Larsen       | Denemarken        | 1 juli 2002      | 31 december 2005  |         |                                                 |
| Jógvan Martin Olsen | Faeröer           | 1 oktober 2005   | 15 oktober 2008   |         |                                                 |
| Hedin Askham        | Faeröer           | 16 oktober 2008  | 5 april 2009      |         |                                                 |
| Brian Kerr          | Ierland           | 6 april 2009     | 30 november 2011  |         | Contract niet verlengd, Lars Olsen vervangt hem |
| Lars Olsen          | Denemarken        | 1 december 2011  | 18 november 2019  |         | Ontslag genomen, Hakan Ericson vervangt hem     |
| Håkan Ericson       | Zweden            | 16 december 2019 |                   |         |                                                 |

FSF · A-internationals · Statistieken · Bondscoaches · Faeröers vrouwenelftal · Faeröer U21 · Faeröer U20 · Faeröer U19 · Faeröer U18 · Faeröer U17 · Faeröer U16
1980 – 1989 ·
1990 – 1999 ·
2000 – 2009 ·
2010 – 2019 ·
2020 – 2029
1988 · 
1989 · 
1990 ·
1991 · 
1992 · 
1993 · 
1994 · 
1995 · 
1996 · 
1997 · 
1998 · 
1999 · 
2000 · 
2001 · 
2002 · 
2003 · 
2004 · 
2005 · 
2006 · 
2007 · 
2008 · 
2009 · 
2010 · 
2011 · 
2012 · 
2013 · 
2014 · 
2015 · 
2016 ·
2017 ·
2018 ·
2019 ·
2020 ·
2021 ·
2022 ·
2023 ·
2024
Albanië ·
Andorra ·
Armenië ·
Azerbeidzjan ·
België ·
Bosnië en Herzegovina ·
Canada ·
Cyprus ·
Denemarken ·
Duitsland ·
Estland ·
Finland ·
Frankrijk ·
Georgië ·
Gibraltar ·
Griekenland ·
Hongarije ·
Ierland ·
IJsland ·
Israël ·
Italië ·
Joegoslavië ·
Kazachstan ·
Kosovo ·
Letland · 
Liechtenstein ·
Litouwen ·
Luxemburg ·
Malta ·
Moldavië ·
Nederland ·
Noord-Ierland ·
Noord-Macedonië ·
Noorwegen ·
Oekraïne ·
Oostenrijk ·
Polen ·
Portugal ·
Roemenië ·
Rusland ·
San Marino ·
Schotland ·
Servië ·
Servië en Montenegro · 
Slovenië ·
Slowakije ·
Spanje ·
Thailand ·
Tsjechië ·
Tsjecho-Slowakije ·
Turkije ·
Wales ·
Zweden ·
Zwitserland